# 柴崎台
柴崎台（しばさきだい）は、千葉県我孫子市の町丁。現行行政地名は柴崎台一丁目から柴崎台五丁目。郵便番号は270-1176。

## 地理
我孫子市西部、常磐線天王台駅の北側に位置する。北で青山台、東で柴崎飛地（我孫子聖仁会病院付近）、南西で下ケ戸、南で天王台、南西の道路上の一点で泉、西で柴崎に隣接する。南辺をJR常磐線が走り、天王台駅が設置されている。

### 地価
住宅地の地価は、2014年（平成26年）1月1日の公示地価によれば、柴崎台1-4-14の地点で14万3000円/m2となっている。

## 世帯数と人口
2017年（平成29年）4月1日現在の世帯数と人口は以下の通りである。
| 丁目         | 世帯数    | 人口    |
| ------------ | --------- | ------- |
| 柴崎台一丁目 | 528世帯   | 1,020人 |
| 柴崎台二丁目 | 349世帯   | 687人   |
| 柴崎台三丁目 | 583世帯   | 1,379人 |
| 柴崎台四丁目 | 671世帯   | 1,305人 |
| 柴崎台五丁目 | 204世帯   | 431人   |
| 計           | 2,335世帯 | 4,822人 |

## 小・中学校の学区
市立小・中学校に通う場合、学区は以下の通りとなる。
| 丁目         | 番地 | 小学校                     | 中学校                 |
| ------------ | ---- | -------------------------- | ---------------------- |
| 柴崎台一丁目 | 全域 | 我孫子市立我孫子第三小学校 | 我孫子市立我孫子中学校 |
| 柴崎台二丁目 | 全域 | 我孫子市立我孫子第三小学校 | 我孫子市立我孫子中学校 |
| 柴崎台三丁目 | 全域 | 我孫子市立我孫子第三小学校 | 我孫子市立我孫子中学校 |
| 柴崎台四丁目 | 全域 | 我孫子市立我孫子第三小学校 | 我孫子市立我孫子中学校 |
| 柴崎台五丁目 | 全域 | 我孫子市立我孫子第三小学校 | 我孫子市立我孫子中学校 |

## 交通

### 鉄道
- JR東日本常磐線 - 天王台駅

### 道路
近隣を通る主要道路は国道6号（水戸街道）、国道356号、千葉県道8号船橋我孫子線（船取県道）。

## 教育機関
- 我孫子市立我孫子第三小学校

## 施設
- 我孫子市天王台行政サービスセンター
- 我孫子柴崎台郵便局
- 柴崎3号公園